# M2-F1
M2-F1
C-47により曳航されるM2-F1（初回飛行時）
- 用途：実験機
- 分類：リフティングボディ機
- 設計者：エームズ研究所（原案）
- 製造者：ドライデン飛行研究所
- 運用者：NASA
- 初飛行：1963年8月16日（C-47による曳航飛行）
- 生産数：1機
- 退役：1966年8月16日
- 運用状況：展示
- ユニットコスト：30,000USドル

M2-F1は、翼に依らずに胴体で揚力を得るというリフティングボディのコンセプトに基づき、1960年代から70年代にかけてNASAが試作した実験用航空機群の第1号である。1962年にNASAのドライデン飛行研究所が軽量で動力のない航空機（グライダー）として本機の製作を開始し、翌1963年に完成した。自動車による牽引飛行試験を経て、最終的に小出力ロケットを搭載して輸送機による曳航・滑空試験が行われた。機体は鋼製フレームに合板を外皮として張り付けた構造をしており、卵を縦半分に切ったような奇異な形状とそのサイズから「フライング・バスタブ」（flying bathtub、”空飛ぶ浴槽”の意）と呼ばれた。名称の”M”は「有人」（manned）、”F”は「飛行」(flight)を意味しており、F以降の数字が機体番号を示し、後継機としてM2-F2やM2-F3が開発されている。

## 開発

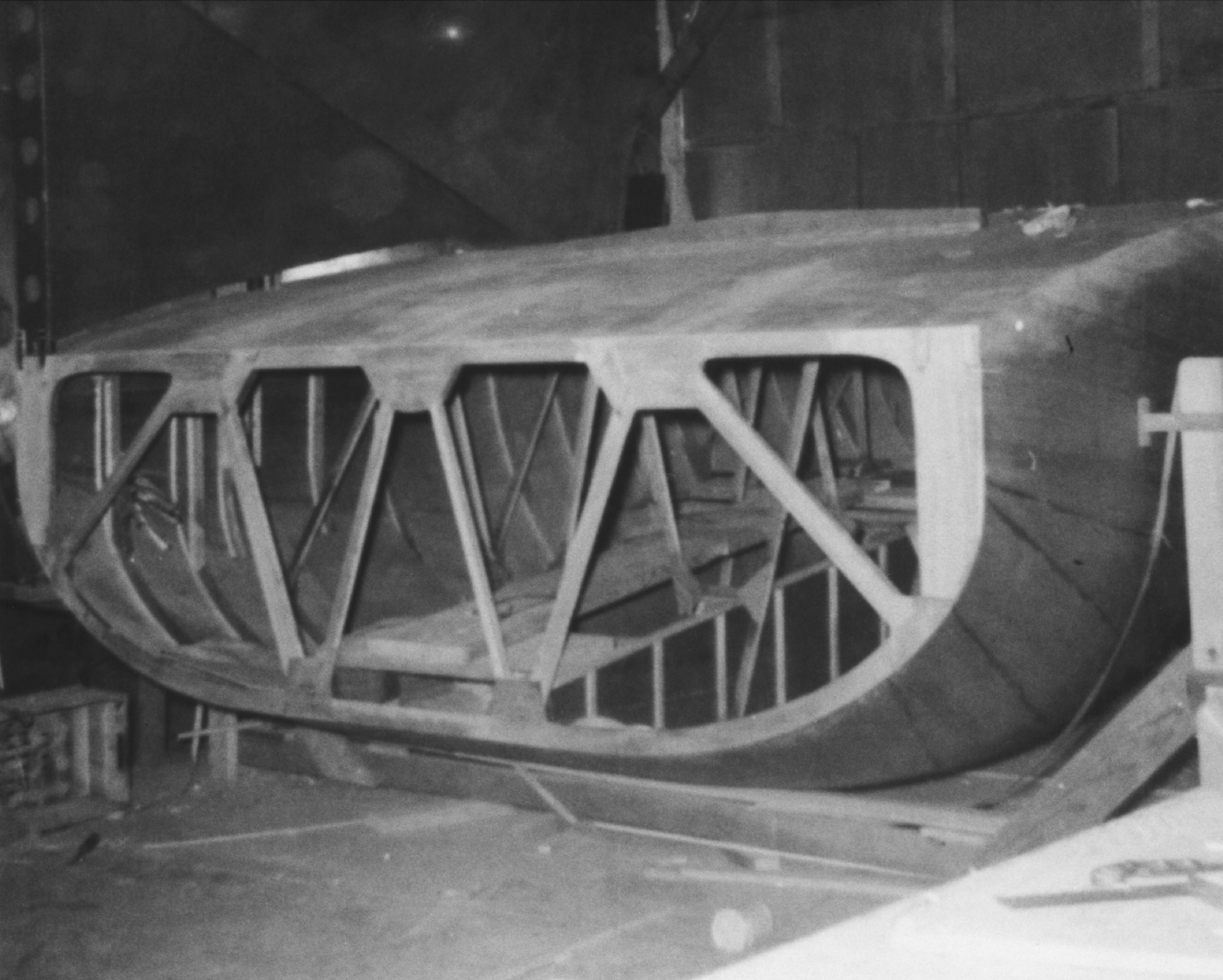
外皮を被せる途中のM2-F1の後部フレーム

リフティングボディの概念は1950年代半ばにNASAの前身である国家航空諮問委員会(NACA)のエームズ研究所から提案されたもので、宇宙船が大気圏へ再突入した後に通常の飛行機と同じように水平着陸させるために考案された。そのような宇宙船を用いれば、アポロの指令船のような弾道的再突入軌道を取る場合に比べて操船範囲が広がり、カリフォルニア州程度の領域内に自由に着陸地点を決定することができるとされた。また、通常翼を用いる場合に比べ再突入時の熱応力によるダメージが緩和される効果も期待されていた。
1962年2月、リフティングボディの概念実証のための実機製作プロジェクトが立ち上げられ、ドライデン飛行研究所のデール・リード(Dale Reed)が中心となって機体設計やデータ収集が進められ、予算獲得のための努力が行われた。結果的に集めることのできた資金は全部で30,000ドルという少ないものであったが、これにはプロジェクトに対する当時の期待の薄さが表れている。
M2-F1の製造はドライデン飛行研究所と地元のグライダーメーカーであるブライグレッド・グライダー(Briegleb Glider Company)の共同作業によって行われた。機体内部の鋼製フレームの構築はNASAの工員と技術者が行い、マホガニーから作られた合板製外皮の製造はブライグレッド・グライダーのガス・ブライグレッド(Gus Briegleb)とその工員の手作業によって進められた。この作業はハワード・ヒューズの巨大飛行艇H-4の開発に参加していたNASAの工員アーニー・ラウダー(Ernie Lowder)も支援した。この他、アルミニウム製の尾翼、操縦系統、セスナ150型から転用した降着装置（後にセスナ180型のものに変更）などを含めた最終的な組み立てはNASAの施設で行われた。

## 自動車による牽引飛行試験

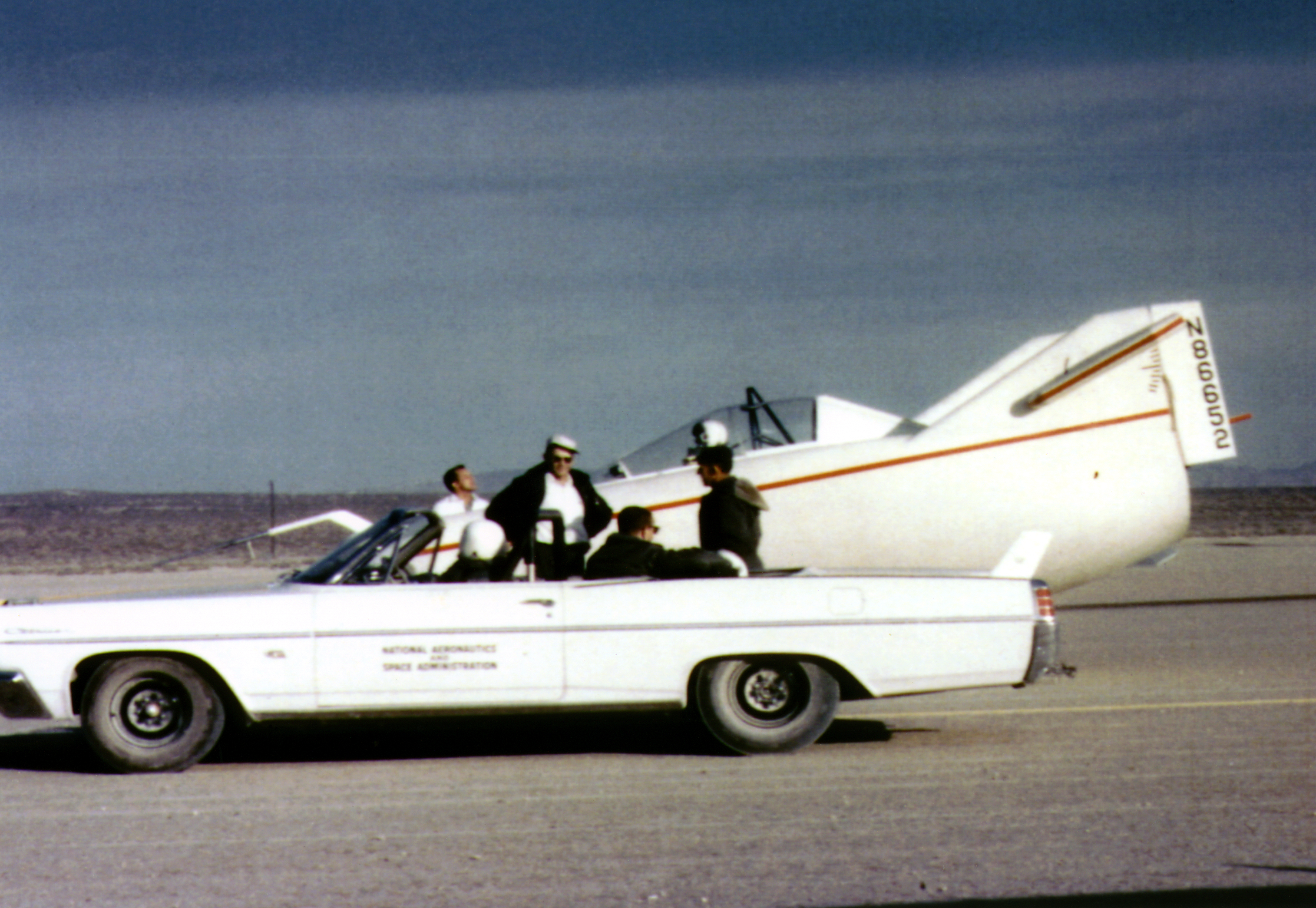
牽引車両のポンティアック・コンバーチブルとM2-F1

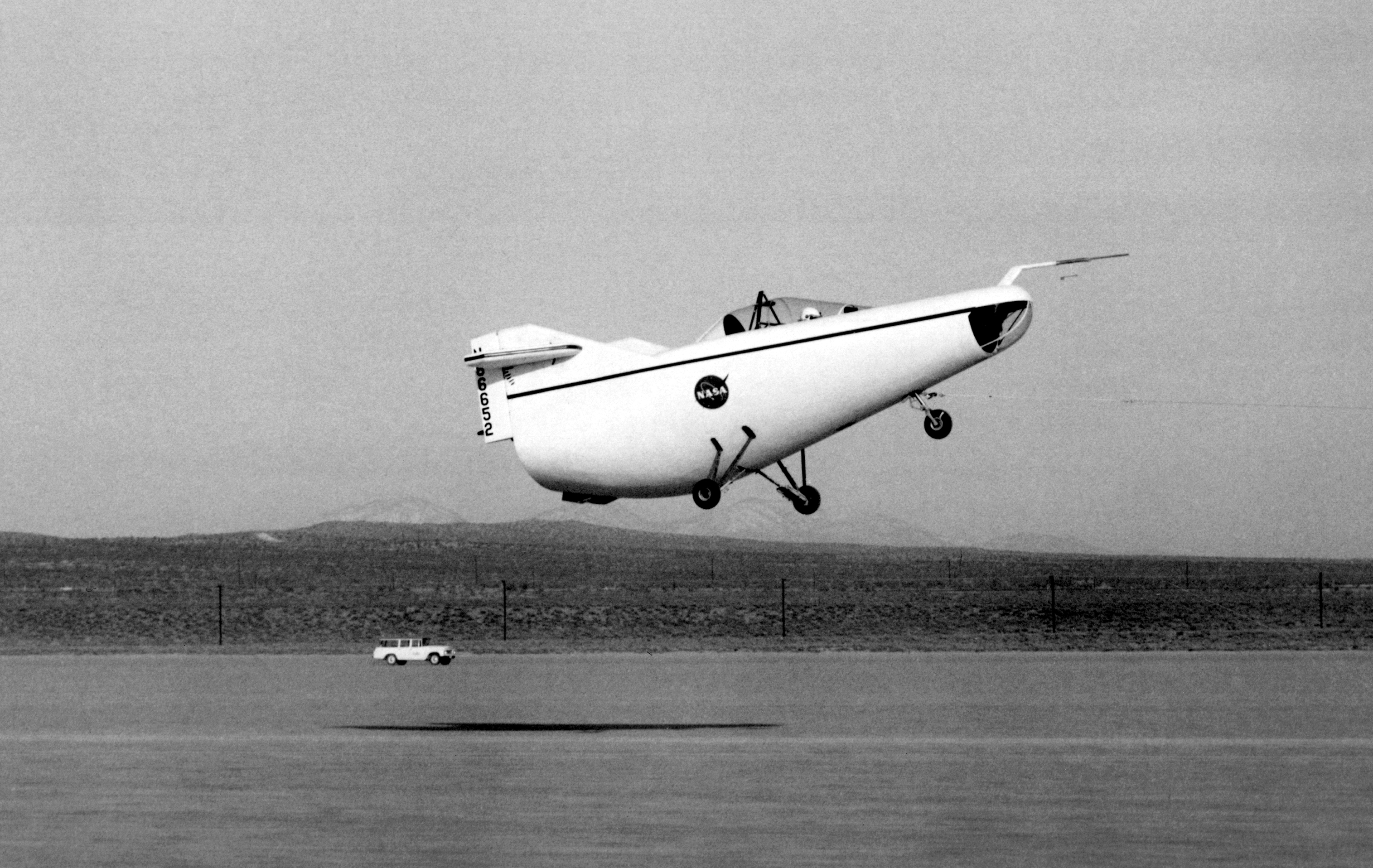
車両牽引によって浮き上がったM2-F1

M2-F1の最初の飛行テストは現在のエドワーズ空軍基地で行われたが、まず機体を自動車で牽引して凧のように引き上げることで飛行特性を調べることになった。牽引車両はポンティアック・コンバーチブル(Pontiac Convertible、en:Pontiac Catalina参照)を改造したものであった。
1963年4月5日の牽引試験において機速が138km/hに達した際、テストパイロットのミルトン・オービル・トンプソン (Milton Orville Thompson) は初めての機首上げを行った。しかし、後部降着装置を支点に機体が前後にバウンドして制御不能に陥り、機首を地面に擦り付けた状態でやっと停止した。その後何度か同様の試みが行われたがやはり操縦不能に陥ってしまった。このため離陸の際に機体が仰向けに転倒する危険性があり、パイロットのトンプソンは降着装置に何らかの問題があるのではないかとも疑った。
しかしこの後にテストの様子を撮影した映像を確認したところ、操縦不能はラダーの不如意な動きによって引き起こされていたことがわかった。ラダー等の動翼を司る第二操縦システムをより安全と考えられた第一操縦システムに取り替えたところ、二度と同じ問題が起こることはなかった。

また、牽引に使用された車両は機体を地面から引き離せるほど強力ではなかったことも判明した。これを解決するため、ビル・ストラーブ(Bill Straub)は牽引車両のエンジン強化を行ってホットロッド車両へと改造し、さらにロールバーの付加と右フロントシートを後方に向ける改修を行った。牽引速度は176km/hまで上がり、機体を地上7mまで浮上させることに成功した。この際に牽引索の解放を行い、約20秒間の滑空を行うことができた。自動車の牽引で期待される成果はここまでであったが、これらの初期テストで得られた実験記録によって研究は前進し、C-47での曳航飛行が行われることになる。

## C-47による曳航・滑空試験

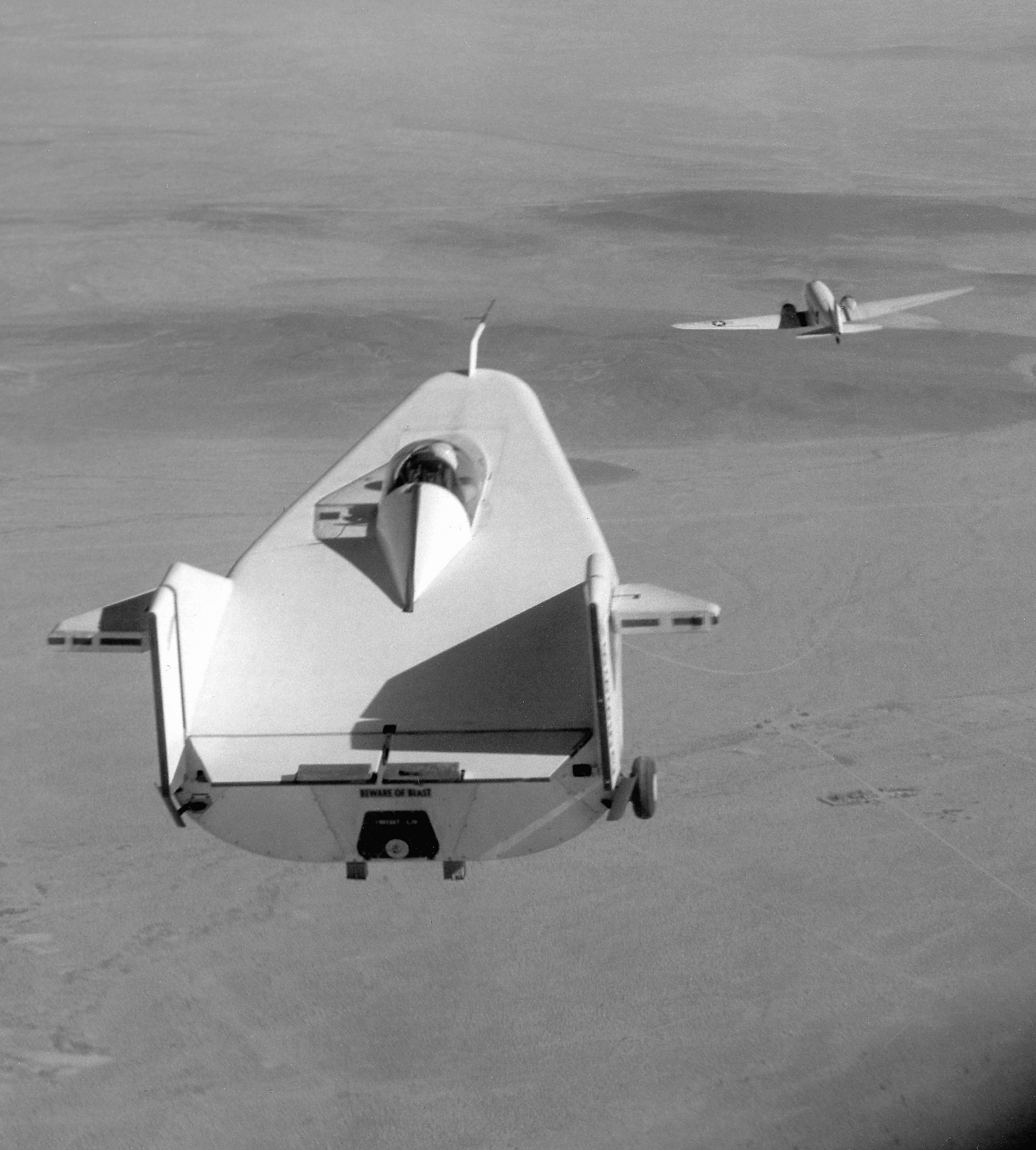
C-47（右上）によって曳航されるM2-F1

高空からの滑空試験に先立って、M2-F1は射出座席と機体尾部に小型ロケットを装備した。この小型ロケットは開発チームから「インスタントL/D」と呼ばれ、必要があれば5秒までの噴射が可能になっていた（L/Dは揚力と抗力の比、すなわち揚抗比を高めるためにロケットを用いた）。トンプソンはその後しばらくポンティアックの牽引での練習を続け、C-47による飛行試験に備えた。
初回飛行は1963年8月16日に行われ、パイロットはトンプソンが務めた。曳航時のM2-F1の前方視界は機首が上を向くせいで非常に悪かったため、母機であるC-47より6mほど高い位置を飛ぶことで機首下部に設けられた窓から母機を確認できるようにする必要があった。C-47は牽引速度およそ160km/hで高度3660mまで上昇し、そこでM2-F1が解放されてエドワーズ空軍基地に向けて滑空飛行を行った。通常の飛行試験では滑空速度が180km/h程度になり、分速1100mで降下した。降下中に高度300mになったら機首下げを行って（ただし全体的な姿勢は機首を上げたまま）速度を240km/hまで増加させ、降下角度20度で高度60m付近に達したらロケットに点火した。この方法によって着陸をスムーズに行うことができ、リフティングボディの実用性が示唆された。
M2-F1は1966年8月16日まで飛行試験に供され、リフティングボディの概念を最初に実証して全金属製の後継機への布石となった。地上牽引は400回、航空機に引かれての実験飛行は77回に上った。M2-F1の試験にはチャック・イェーガー、ブルース・ピーターソン(en:Bruce Peterson)、ドン・マリック(Don Mallick)といったパイロットも参加している。

## その後
M2-F1計画はNASAのエームズ研究所の発想を実現させることに成功し、ノースロップ製のM2-F2及びHL-10の開発やアメリカ空軍のX-24計画といったさらなるリフティングボディ研究へと発展した。また、M2-F1に始まるこれらの研究で得られたデータの一部はスペースシャトル計画にも影響を及ぼしている。

## 性能諸元
- 乗員：1 名
- 全長：6.1 m
- 全幅：4.32 m
- 全高：2.89 m
- 翼面積：12.9 m2
- 空虚重量：454 kg
- 正規重量：536 kg
- 最大離陸重量：567 kg

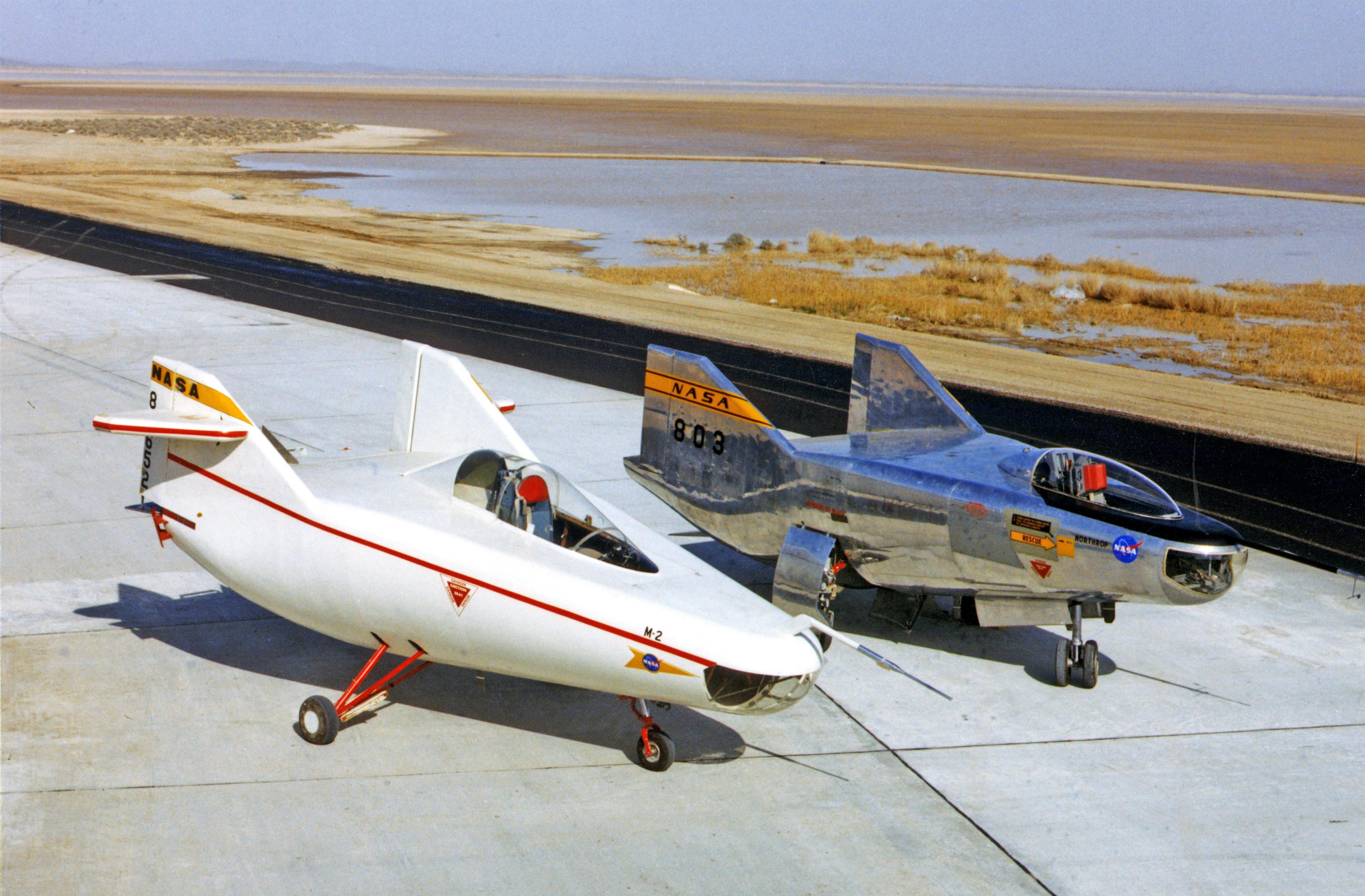
M2-F1とその後継機M2-F2

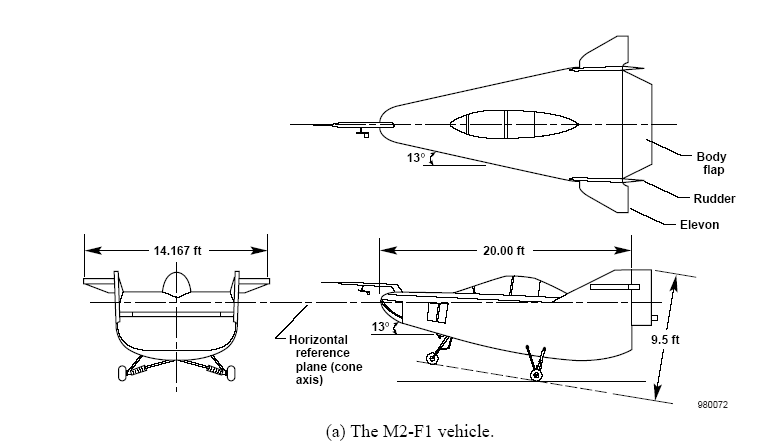
M2-F1の三面図

- エンジン：固体燃料ロケット （通称「インスタントL/D」） ×1
  - 推力：107N
- 最高速度：240 km/h
- 航続距離：16 km